# Navarone
Navarone is een voormalige Nederlandse rockband uit Nijmegen.

## Geschiedenis

### Eerste jaren (2008-2012)
Navarone is ontstaan als een muzikaal project tussen zanger Merijn van Haren en gitarist Kees Lewiszong. In de eerste jaren, toen nog onder de naam 'Overthrow', kregen zij de aandacht van Golden Earring en mochten in een van de shows het voorprogramma verzorgen. Dit leidde tot nog meer optredens en tevens tot een nieuwe bandnaam. De frontman van Golden Earring, Barry Hay, kwam met het idee om de band om te dopen in The Guns of Navarone, naar de gelijknamige film. Dat idee viel goed en er werd besloten om verder te gaan onder de naam 'Navarone'.
De eerste ep kwam uit in 2009 en bracht de band meteen naar de finale van het crossmediale podium The Next Best Band. Daarnaast vergaarden zij airplay op 3FM in Rob Stenders' 'Indecent Proposal', een nummer 1-notering op de hitlijst van KX-Radio en een serie live-optredens, waaronder een op Paaspop. Daarna bleef het een tijd stil. Bandleden namen de tijd om af te studeren en zanger Van Haren herstelde van een stemprobleem. Deze rustperiode greep de band aan om vanaf de zomer van 2011 naar een eerste album toe te werken.

### A Darker Shade of White (2012-2014)
Het eerste album, getiteld ‘A Darker Shade of White’, is opgenomen in de studio van Moon Music (Wouter Budé) en  gemixt door Vance Powell, hoofd-engineer en mede-oprichtter van de Blackbird Studio’s in Nashville. Een studio waar veel grote namen zoals Kings of Leon en The Raconteurs albums opgenomen hebben. Het uitbrengen van de plaat is in eigen beheer gedaan, met als belangrijkste argument om zo geen concessies te hoeven doen. De albumpresentatie werd gehouden in Desmet te Amsterdam op 14 september 2012.
Vlak voor de albumpresentatie werd Navarone gevolgd door Eric Corton en verscheen er een uitgebreid interview op het blog van Cortonville. Na de release kwamen de eerste recensies binnen van 3voor12, NRC Next, De Gelderlander en vele muziekblogs. Jan Vollaard schreef in de cultuurbijlage van NRC Handelsblad dat hij in jaren geen betere rockplaat gehoord had.
Naar aanleiding van deze recensies werd Navarone toegevoegd aan de lineup van Eurosonic Noorderslag werden ze uitgenodigd bij De Wereld Draait Door. Voornamelijk deze twee optredens leidden ertoe dat de eerste clubtour opgezet kon worden en deze ook meteen praktisch werd uitverkocht. Tijdens het festivalseizoen van 2013 werden optredens gegeven op onder meer Welcome to the Village, Paaspop, Westerpop, Appelpop, Zwarte Cross en het Hongaarse Sziget.
In het najaar van 2013 verzorgde de band een tweede clubtour, die afgesloten werd in het Nijmeegse Doornroosje. Ook gooide de band het experimenteel even over een andere boeg. Gebruikmakend van een orkest werden de doorgaans stevige nummers vertaald naar rustigere uitvoeringen. Zo werden een drietal concerten gegeven in onder meer natuurtheater De Kersouwe en het Ottersumse Roepaen.

### Vim and Vigor (2014-2017)
Het tweede album werd in het voorjaar van 2014 opgenomen, wederom in de studio van Moon Music. Vance Powell werd weer ingeschakeld om ook deze plaat te mixen, ditmaal echter niet op afstand. Waar het vorige album op afstand via Skype gemixt werd reisde een gedeelte van de band voor een aantal weken af naar Nashville.
Ook dit jaar sierde Navarone de line-up van Paaspop, waar Navarone voor het eerst de gelegenheid kreeg om de nummers van het nieuwe album ten gehore te brengen. Verder speelt Navarone deze zomer op Concert at Sea en de Zwarte Cross.
Het album werd op 14 mei 2014 gepresenteerd in Tivoli de Helling te Utrecht en door recensenten overwegend goed ontvangen.

### Oscillation (2017)
Het derde album werd opgenomen in Sandlane Recording Facilities, met hulp van Joost van den Broek en Jos Driessen en werd uitgebracht op 20 januari 2017. 
Het album werd gepresenteerd op 20 januari 2017 in Doornroosje, Nijmegen. 

### Loud and Clear (2017-2018)
Navarone besloot in 2018 om een ep te maken met twee nieuwe nummers ("Loud and Clear", "Jailbird") en drie akoestische ("December", "Black and Blue", "Unmistakably Everything"). Er werden via de Navarone Official Fanclub twintig fans uitgenodigd om live de opnamesessies in Sandlane Recording Facilities bij te wonen.
De ep zou in eerst instantie alleen worden uitgebracht op vinyl, maar vanwege veel vraag naar de plaat besloot de band hem toch te publiceren op alle streamingdiensten, op 26 april 2018.

### Salvo (2018-heden)
Het vierde album werd ook dit keer opgenomen in Sandlane Recording Facilities, met hulp van Joost van den Broek en Jos Driessen. Het album werd uitgebracht op 23 november 2018.
Het album werd gepresenteerd op 17 november 2018 in het uitverkochte Doornroosje. Op 25 januari 2019 start de clubtour en zullen ze touren door het hele land.

### The voice of Holland
Op 2 november 2018 deed Navarone auditie als allereerste band in de geschiedenis van The voice of Holland. Met hun cover van het nummer "Whole Lotta Love" van Led Zeppelin lieten ze alle stoelen draaien. Navarone ging voor team Anouk. Op 11 januari 2019 wonnen ze de Battles van kandidate Sanne de Winter. Op 18 januari bemachtigden ze een van de plekken in de liveshows met hun cover van "Chandelier" van Sia. Navarone eindigde op 22 februari 2019 in de finale als tweede en presenteerde de single "Perfect Design".

### Einde
Op 11 juli 2023 kwam de band met het nieuws na vijftien jaar te gaan stoppen. De muzikanten wilden zich toeleggen op andere muzikale experimenten buiten de band. Begin januari 2024 gaf de groep drie uitverkochte afscheidsconcerten in Doornroosje.

## Bandleden
- Robin Assen (drummer)
- Kees Lewiszong (gitarist)
- Merijn van Haren (zanger)
- Roman Huijbreghs (gitarist-zanger)
- Bram Versteeg (basgitarist)

## Discografie

### Albums
- Navarone EP (2009)
- A Darker Shade of White (2012)
- Vim and Vigor (2014)
- Oscillation (2017)
- Loud and Clear EP (2018)
- Salvo (2018)
- V (2023)

### Singles
- Highland Bull (september 2012)
- December (december 2012)
- The Red Queen Effect (november 2013)
- Smash 'n Grab It (april 2014)
- The Strong Survive (november 2018)
- Perfect Design (februari 2019)
- Can't Love (mei 2021)
- Keep On Running (oktober 2021)
- The End of the World (mei 2022)

### Dvd's
| Dvd's met eventuele hitnoteringen in de Nederlandse Music Top 30 | Datum van verschijnen | Datum van binnenkomst | Hoogste positie | Aantal weken | Opmerkingen |
| ---------------------------------------------------------------- | --------------------- | --------------------- | --------------- | ------------ | ----------- |
| A date at the chapel                                             | 2014                  | 29-11-2014            | 7               | 5            |             |